# NGC 5102
NGC 5102 é uma galáxia elíptica (E-S0) localizada na direcção da constelação de Centaurus. Possui uma declinação de -36° 37' 54" e uma ascensão recta de 13 horas, 21 minutos e 57,0 segundos.
A galáxia NGC 5102 foi descoberta em 21 de Abril de 1835 por John Herschel.